# Cardamine
- Commons
- Wikispecies

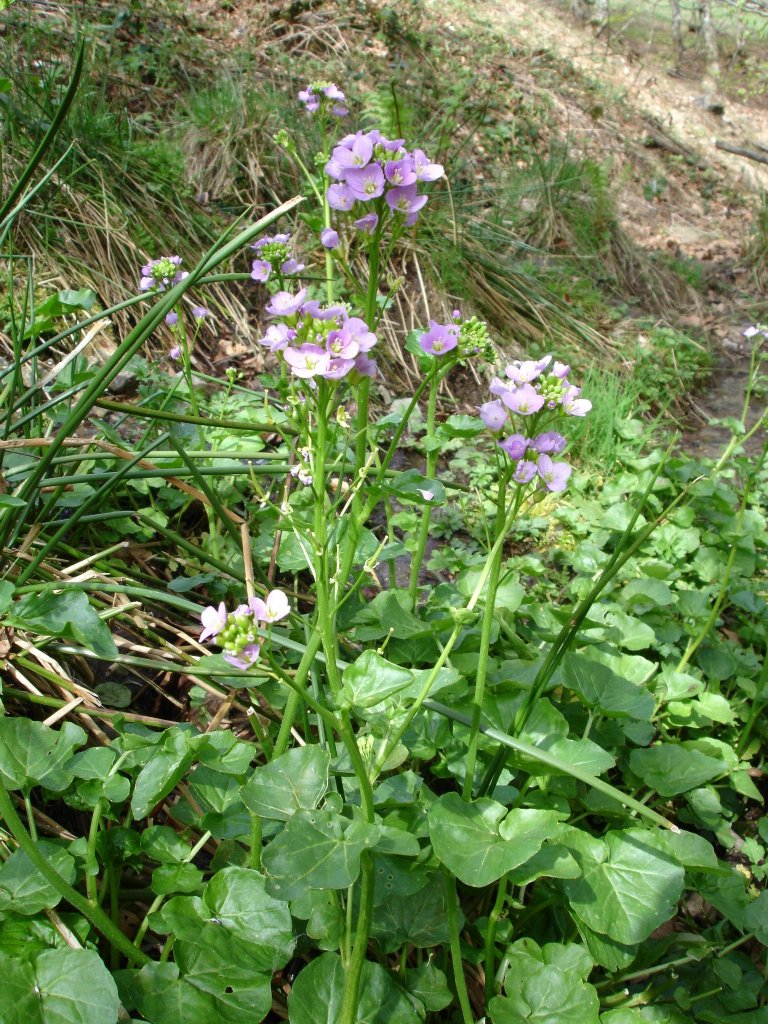
Cardamine raphanifolia

Cardamine L. é um género botânico pertencente à família Brassicaceae.

## Sinonímia
| - Dentaria L. - Dracamine Nieuwl. | - Heterocarpus Phil. - Porphyrocodon Hook.f. |

## Espécies
| - C. africana - C. amara - C. amporitana - C. angulata - C. angustata - C. bellidifolia - C. bilobata - C. breweri - C. bulbifera - C. bulbosa - C. californica - C. changbaiana - C. chenopodiifolia - C. clematitis - C. concatenata - C. constancei - C. cordifolia - C. corymbosa - C. debilis - C. dentata - C. digitata - C. diphylla - C. dissecta - C. douglassii - C. enneaphyllos - C. fargesiana | - C. flagellifera - C. flexuosa - C. gambelii - C. glacialis - C. gunnii - C. gunnii-lilacina - C. heptaphylla - C. hirsuta - C. impatiens - C. jamesonii - C. keysseri - C. laciniata - C. lihengiana - C. lilacina - C. longii - C. lyrata - C. macrocarpa - C. maritima - C. matthiola - C. maxima - C. micranthera - C. microphylla - C. montelucii - C. nuttallii - C. nymanii - C. obliqua | - C. occidentalis - C. oligosperma - C. pachystigma - C. palustris - C. parviflora - C. pattersonii - C. paucijuga - C. penduliflora - C. pensylvanica - C. pentaphyllos - C. pratensis - C. pulcherrima - C. purpurascens - C. purpurea - C. regeliana - C. residifolia - C. raphanifolia - C. rotundifolia - C. rupicola - C. seidlitziana - C. tenera - C. trichocarpa - C. trifoliata - C. uliginosa |

Híbridos
- Cardamine × anomala
- Cardamine × incisa
- Lista completa

## Classificação do gênero
| Sistema | Classificação                        | Referência               |
| ------- | ------------------------------------ | ------------------------ |
| Linné   | Classe Tetradynamia, ordem Siliquosa | Species plantarum (1753) |